# João Francisco de Fátima

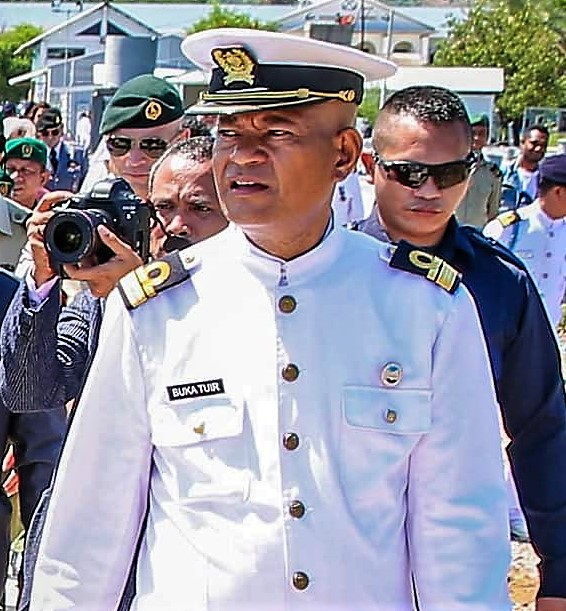
João Francisco de Fátima (2020)

João Francisco de Fátima (* 10. Oktober 1969 in Loi-Huno, Viqueque, Portugiesisch-Timor; † 22. Oktober 2020 in Dili, Osttimor), Kampfname Buka Tuir (Tetum für „Erforscher“, „Untersuchende“), war ein osttimoresischer Marineoffizier.

## Werdegang
João Francisco de Fátima wurde als Sohn von António da Costa Guterres Fátima und Clementina da Costa.
Am 2. Februar 2001 trat Fátima dem 1. Bataillon der Verteidigungskräfte Osttimors (F-FDTL) bei. Am 21. Juni wurde er zum Leutnant ernannt und 2002 Ausbilder im Nicolau-Lobato-Trainingszentrum (CICNL). Am 16. Dezember 2005 folgte die Beförderung zum Primeiro-tenente (Oberleutnant). Am 25. Juni 2007 wurde Fátima stellvertretender Kommandant der Komponente Naval und am 7. April 2012 Kapitänleutnant.
Fátima blieb bis zum 19. November 2018 stellvertretender Kommandant der Komponente Naval. Zusätzlich erfolgte am 13. April 2015 die Versetzung in das Generalhauptquartier der F-FDTL als Chef der Abteilung CENOP (Central de Operações). Am 2. Februar 2020 folgte schließlich die Ernennung zum Fregattenkapitän und zum Chef der Abteilung J6 im Generalhauptquartier.
Fátima erkrankte schwer und wurde zeitweise in Singapur behandelt. Am 22. Oktober 2020 starb Fátima um 5 Uhr morgens in Osttimors Hauptstadt Dili im Hospital Nacional Guido Valadares im Alter von 51 Jahren. Er wurde auf dem Heldenfriedhof in Metinaro beigesetzt.
Die Universidade da Paz (UNPAZ) verlieh Fátima zwei Tage nach seinem Tod posthum einen Mastergrad. Er hatte sein Jurastudium an der Universität in diesem Jahr fast vollständig abgeschlossen. Der militärische Oberbefehlshaber Lere Anan Timur beförderte Fátima zudem zum Kapitän.